# Campeonato Mundial de Curling Femenino de 2018
El XL Campeonato Mundial de Curling Femenino se celebró en North Bay (Canadá) entre el 17 y el 25 de marzo de 2018 bajo la organización de la Federación Mundial de Curling (WCF) y la Federación Canadiense de Curling.
Las competiciones se realizaron en la arena North Bay Memorial Gardens de la ciudad canadiense.

## Tabla de posiciones
| Pos | Equipo          | G  | P  | G–P |
| --- | --------------- | -- | -- | --- |
| 1   | Canadá          | 12 | 0  | –   |
| 2   | Suecia          | 10 | 2  | –   |
| 3   | Corea del Sur   | 8  | 4  | –   |
| 4   | Rusia           | 7  | 5  | –   |
| 5   | República Checa | 6  | 6  | 2–0 |
| 6   | Estados Unidos  | 6  | 6  | 1–1 |
| 7   | China           | 6  | 6  | 0–2 |
| 8   | Suiza           | 5  | 7  | 2–0 |
| 9   | Escocia         | 5  | 7  | 1–1 |
| 10  | Japón           | 5  | 7  | 0–2 |
| 11  | Dinamarca       | 3  | 9  | 1–0 |
| 12  | Alemania        | 3  | 9  | 0–1 |
| 13  | Italia          | 2  | 10 | –   |

## Cuadro final
|  | Clasif. a semifinales | Clasif. a semifinales |                |   | Semifinales | Semifinales  |                |        | Final | Final |  |
|  |                       |                       |                |   |             |              |                |        |       |       |  |
|  |                       |                       |                |   |             |              |                |        |       |       |  |
|  |                       |                       |                |   |             |              |                |        |       |       |  |
|  |                       |                       |                |   |             |              |                |        |       |       |  |
|  |                       |                       |                |   |             |              |                |        |       |       |  |
|  |                       | Canadá                | 9              |   |             |              |                |        |       |       |  |
|  |                       |                       | 9              |   |             |              |                |        |       |       |  |
|  |                       |                       | Estados Unidos | 7 |             |              |                |        |       |       |  |
|  | Corea del Sur         | 3                     | Estados Unidos | 7 |             |              |                |        |       |       |  |
|  | Corea del Sur         | 3                     |                |   |             |              |                |        |       |       |  |
|  | Estados Unidos        | 10                    |                |   |             |              |                |        |       |       |  |
|  | Estados Unidos        | 10                    |                |   |             |              |                | Canadá | 7     |       |  |
|  |                       |                       |                |   |             |              |                | Canadá | 7     |       |  |
|  |                       |                       | Suecia         | 6 |             |              |                |        |       |       |  |
|  |                       |                       | Suecia         | 6 |             |              |                |        |       |       |  |
|  |                       |                       |                |   |             |              |                |        |       |       |  |
|  |                       |                       |                |   |             |              |                |        |       |       |  |
|  |                       | Suecia                | 7              |   |             | Tercer lugar | Tercer lugar   |        |       |       |  |
|  |                       |                       | 7              |   |             | Tercer lugar | Tercer lugar   |        |       |       |  |
|  |                       |                       | Rusia          | 6 |             |              |                |        |       |       |  |
|  | Rusia                 | 7                     | Rusia          | 6 |             |              | Estados Unidos | 5      |       |       |  |
|  | Rusia                 | 7                     |                |   |             |              | Estados Unidos | 5      |       |       |  |
|  | República Checa       | 3                     |                |   |             |              |                |        | Rusia | 6     |  |
|  | República Checa       | 3                     |                |   |             |              |                |        | Rusia | 6     |  |
|  |                       |                       |                |   |             |              |                |        |       |       |  |

## Medallistas
| Evento   | Oro                                                                                     | Plata                                                                                        | Bronce                                                                                              |
| -------- | --------------------------------------------------------------------------------------- | -------------------------------------------------------------------------------------------- | --------------------------------------------------------------------------------------------------- |
| Femenino | Canadá · Jennifer Jones · Kaitlyn Lawes · Jill Officer · Dawn McEwen · Shannon Birchard | Suecia · Anna Hasselborg · Sara McManus · Agnes Knochenhauer · Sofia Mabergs · Jennie Wåhlin | Rusia · Viktoriya Moiseyeva · Yuliya Portunova · Galina Arsenkina · Yuliya Guziyova · Anna Sidorova |